# 大阪市立鷺洲小学校
大阪市立鷺洲小学校（おおさかしりつ さぎすしょうがっこう）は、大阪府大阪市福島区鷺洲5丁目にある公立小学校。

## 沿革
学校所在地周辺は明治時代初期までは西成郡浦江村に属し、1889年の町村制施行により周辺の村との合併で西成郡鷺洲村となった。
1872年の学制発布を受け、当時の西成郡海老江村・上福島村（現在の福島区福島付近）・浦江村（現在の北区大淀、福島区鷺洲）・大仁村（現在の北区大淀付近）の4村連合で1874年8月、上福島村に第三中学区西成郡第三小学区第三番小学校（のち上福島小学校。現在の大阪市立上福島小学校および大阪市立福島小学校の前身校）が設置された。
海老江村の学校は1877年に第三中学区西成郡第三小学区第九番小学校として独立した。1885年には大仁村・浦江村・海老江村の学校が合併し、西成郡鷺洲小学校となった。しかし1887年には再び上福島小学校へ統合され、学校組合立の神子田尋常小学校となった。
学校組合を形成していた上福島村・下福島村は1897年、大阪市の第一次市域拡張により大阪市に編入されることになった。一方で鷺洲村は編入されずに残った。鷺洲村在住の児童は引き続き神子田尋常小学校に通学していた。
鷺洲村は1898年6月、村独自の学校の設置を決議した。決議を受けて校地選定や校舎建築に取りかかり、1898年12月7日付で西成郡鷺洲尋常小学校として西成郡鷺洲村南浦江八反田（現在地・当時の住所表示）に開校した。1901年には高等科を併設し、西成郡鷺洲尋常高等小学校と改称した。
鷺洲村は新淀川の開削により、村北部の塚本（現在の淀川区塚本・西淀川区柏里付近）および海老江新家（現在の西淀川区花川付近）が、新淀川で隔てられた飛地状の地域となった。本校からの距離もあることなどから1910年には塚本に、新淀川北岸の塚本・海老江新家在住の1・2年児童が通学する分教場が設置された。
地域の児童数増加により、1912年9月に西成郡鷺洲第二尋常小学校を分離した。これに伴い西成郡鷺洲第一尋常高等小学校へと改称している。なお鷺洲第二小学校（のち大仁国民学校）は現在の大阪市立大淀中学校の場所にあったが、戦災によって浦江小学校（現在の大阪市立大淀小学校）に統合されて1946年に廃校となっている。
1914年には西成郡鷺洲第三尋常小学校（現在の大阪市立海老江西小学校）が分離開校した。その際に分教場は鷺洲第三小学校に移管されている。分教場はのちに鷺洲第五尋常小学校として独立し、現在の大阪市立柏里小学校となっている。
1918年には鷺洲第一・鷺洲第二の両校の校区を再編し、西成郡鷺洲第四尋常小学校（現在の大阪市立大淀小学校）が開校した。
1925年に大阪市に編入されたことに伴い、大阪市鷺洲第一尋常高等小学校と称した。1933年には校区の一部を再編し、大阪市鷺洲第六尋常小学校（現在の大阪市立海老江東小学校）が開校している。
1934年9月21日の室戸台風では木造校舎2棟が倒壊し、児童5名が死亡している。
1940年には鷺洲地域の各小学校に設置されていた高等科を集約して、西淀川区浦江上3丁目（現在の福島区鷺洲6丁目）・大日本紡績社宅跡に、高等科単独の小学校・大阪市鷺洲高等小学校（1941年国民学校令により大阪市八阪国民学校に改称）を新設した。これに伴い、高等科を鷺洲高等小学校へと移管している。鷺洲高等小学校（八阪国民学校）は学制改革で廃止になり、跡地は大阪市立八阪中学校となっている。
1941年には国民学校令により、大阪市鷺洲国民学校に改称した。太平洋戦争の戦局悪化により大阪市の国民学校では1944年以降学童疎開を実施することになった。疎開先は各行政区ごとに割り当てられ、福島区の国民学校では広島県方面への疎開が実施された。鷺洲国民学校では広島県芦品郡府中町・粟生村・国府村（以上、現在の府中市）および芦品郡新市町・常金丸村・網引村（以上、現在の福山市）への疎開が実施された。また御真影と教育勅語謄本は、北河内郡四條畷町・四條畷国民学校（現在の四條畷市立四條畷小学校）へと疎開させている。
1945年6月の大阪大空襲では、校舎に被害を受けた。
1947年の学制改革により、大阪市立鷺洲小学校に改称している。

### 年表
- 1898年12月7日 - 西成郡鷺洲尋常小学校として開校。[2]
- 1901年4月 - 高等科を併設。西成郡鷺洲尋常高等小学校と改称。
- 1910年3月 - 鷺洲村字塚本に分教場を設置。
- 1912年9月 - 西成郡鷺洲第一尋常高等小学校に改称。西成郡鷺洲第二尋常小学校を分離。
- 1914年9月 - 西成郡鷺洲第三尋常小学校（海老江西小学校）を分離。分教場を鷺洲第三校へ移管。
- 1918年11月 - 西成郡鷺洲第四尋常小学校（大淀小学校）を分離。
- 1925年4月1日 - 鷺洲町が大阪市に編入されたことに伴い、大阪市鷺洲第一尋常高等小学校に改称。
- 1931年6月 - 校内に大阪市立貫江田（ぬきえだ）幼稚園を併設。
- 1933年 - 従来の校区の一部を、新設の大阪市鷺洲第六尋常小学校（現在の大阪市立海老江東小学校）へ分離。
- 1934年9月21日 - 室戸台風で校舎倒壊、児童5名が死亡。
- 1940年4月 - 高等科を大阪市鷺洲高等小学校へ分離。大阪市鷺洲第一尋常小学校に改称。
- 1941年4月1日 - 国民学校令により、大阪市鷺洲国民学校に改称。
- 1944年9月 - 広島県芦品郡へ学童集団疎開。
- 1945年6月 - 大阪大空襲により校舎被災。
- 1947年4月1日 - 学制改革により、大阪市立鷺洲小学校に改称。
- 1975年4月 - 大阪市立貫江田幼稚園が独立園となる。
- 1993年10月 - 第21回全国小学校国語教育研究大会大阪大会の会場校となる。

## 通学区域
- 大阪市福島区[3]
  - 鷺洲1-6丁目、海老江1丁目（5番＜57号・59号・62号・64号・67号・69号＞）、3丁目（24番）

卒業生は大阪市立八阪中学校へ進学する。

## 交通
- Osaka Metro千日前線 野田阪神駅、阪神本線 野田駅、JR東西線 海老江駅 北東へ約800m。
- 大阪環状線 福島駅 西へ約1km。
- 大阪シティバス 鷺洲バス停。